# Mindanao
Mindanao je otok v Jugovzhodni Aziji, drugi največji od otokov, ki sestavljajo filipinsko otočje, in največji v južnem delu Filipinov. S tem imenom označujemo tudi eno od treh glavnih otoških skupin na Filipinih (drugi dve sta Luzon in Visajski otoki), ki ji pripada še okrog 400 manjših otokov.

## Geografija
Otok omejujejo Filipinsko morje na vzhodu, Mindanajsko morje na severu, Celebeško morje na jugu in Sulujsko morje na zahodu. S površino 97.630 km² predstavlja skoraj natanko tretjino kopne površine države in je 19. največji otok na svetu. Jugozahodno od njega je otok Borneo, ki si ga delijo države Indonezija, Malezija in Brunej.
Leži na pomembni tektonski prelomnici na ognjeniško aktivnem območju, zato je površje izrazito razbrazdano, obala pa razčlenjena z zalivi, polotoki in naravnimi pristanišči. Na Mindanau se nahaja najvišji vrh Filipinov, ognjenik Apo z vrhom pri 2.954 m n. m. Kljub goratosti je v notranjosti nekaj večjih planjav, ki jih napajajo večji vodotoki. Največji med slednjimi je Rio Grande de Mindanao, ki se izliva v zaliv Moro na zahodu, poleg njega pa še reke Pulangi, Agusan in Tagolon.
Podnebje je vlažno tropsko, povprečno pade v nižinah na mesec več kot 200 mm padavin. Pri tem vzhodni del sploh nima opaznega sušnega obdobja, z izrazito močnim deževnim obdobjem med novembrom in januarjem, na zahodu pa je razmeroma suho med novembrom in aprilom ter razmeroma vlažno v preostalem delu leta. Otok je sicer izven območja tajfunov in zaščiten z gorami, a tajfuni občasno kljub temu prinašajo močne padavine na višku deževnega obdobja na severu.

## Demografija in gospodarstvo
Po popisu leta 2010 je na glavnem otoku živelo 20.281.545 ljudi, na celotni otoški skupini pa 21.968.174. Največje mesto je Davao, znano predvsem kot največje mesto po površini na svetu (2.443 km²), ki je s približno 1,5 milijona prebivalcev (2010) četrto največje na Filipinih.
Razgibanost površja je botrovala temu, da je Mindanao etnično najraznovrstnejši del Filipinov. Zgodovinsko velja za islamsko ozemlje v sicer pretežno krščanskih Filipinih; muslimanska so ljudstva Magindanao (po katerem je dobil otok tudi ime), Maranao, Ilanun in Sangil, a zaradi demografskih sprememb v zadnjih desetletjih muslimani ne predstavljajo več večinskega prebivalstva. Znana so tudi pod skupnim imenom Moro. Konflikt med različnimi islamskimi skupinami, ki si prizadevajo za neodvisnost, in vlado traja že od sredine 20. stoletja.
Mindanao je zaradi svojih naravnih bogastev in nekdaj redke poselitve tradicionalno znan kot »dežela priložnosti«. Zemlja je izredno rodovitna zaradi ognjeniškega pepela in rečnih nanosov, blago podnebje pa omogoča pridelavo kulturnih rastlin skozi vse leto. Poleg tega ima velike zaloge lesa, pa tudi rudnin, kot so zlato, srebro, svinec, cink in baker. Na račun rodovitne zemlje in obilne vlage je Mindanao zdaj znan tudi kot »filipinska košarica s hrano«. Plantaže na otoku denimo prispevajo tričetrt filipinske pridelave banan, pri čemer je država tretji največji izvoznik banan na svetu. Pred izbruhom politične krize je bila ta regija vodilni svetovni pridelovalec abake, sladkorja in kokosa, izvažali pa so tudi druge pridelke, kot so banane, ananasi, kava, palmovo olje in bombaž. Gospodarsko pomembna sta še živinoreja in ribištvo. Na račun geografske bližine sosednjih držav na Borneu je tu eno od težišč regionalnega gospodarskega sodelovanja v okviru Zveze držav Jugovzhodne Azije, a sta infrastruktura in uprava po desetletjih politične nestabilnosti v slabem stanju, kar se odraža tudi v razmeroma nizkih prihodkih lokalnega prebivalstva.

## Zgodovina
Arheološko je otok slabo raziskan, zato o najzgodnejši poselitvi ni veliko podatkov; redke posamične najdbe nakazujejo na človekovo prisotnost že v paleolitiku, a niso bile dovolj sistematično analizirane za konkretnejše sklepe.
Najdbe iz novejšega obdobja pričajo o dolgi zgodovini trgovanja s čezmorskimi ozemlji, od Indije in Kitajske do Indonezije. Islam se je pričel širiti z misijonarji v zgodnjem 16. stoletju, ko sta nastala dva sultanata. Kmalu po tistem, leta 1521, naj bi otok kot prvi Evropejec obiskal Ferdinand Magellan in istega leta še Ruy Lopez de Villalobos, ki pa mu ni uspelo vzpostaviti postojanke. Šele v poznem 16. stoletju so Španci prodrli na Mindanao s severa, pričeli osvajati ozemlje in spreobračati muslimansko prebivalstvo. S tem so se se zapletli v konflikt s tamkajšnjim sultanatom, iz katerega so se zaradi spleta okoliščin morali umakniti, tako da se je islamizacija nadaljevala nemoteno vse do 18. stoletja. Takrat so španske oblasti znova pričele s kampanjo osvojitve s severa in vzhoda, hkrati pa so spodbujale naseljevanje pokristjanjenih Filipincev.
Španci so zapustili otok po filipinski revoluciji in prihodu Američanov leta 1899. Tudi to kolonialno obdobje so zaznamovali redni upori muslimanov. Med drugo svetovno vojno so Filipine zavzeli Japonci ter do maja 1942 porazili obrambne sile, vendar so se v notranjosti oblikovale tako muslimanske kot krščanske gverilske uporniške enote, ki jih niso Japonci nikoli v celoti premagali. Ameriška vojska se je vrnila marca 1945 in v roku treh mesecev ponovno osvojila otok, ki je nato postal eden temeljev nove države ob osamosvojitvi Filipinov leta 1946.
Muslimanske težnje po neodvisnosti so se nadaljevale tudi pod novo oblastjo, saj so bili domačini nezadovoljni, ko je vlada pričela spodbujati priseljevanje Filipincev s severa. Leta 1971 je bila ustanovljena Nacionalna osvobodilna fronta Moro (MNLF), ki je naslednje leto pričela z oboroženim protivladnim uporom. Dosegli so ustanovitev avtonomne pokrajine in leta 1998 podpisali mirovni sporazum z vlado, vendar so upor nadaljevale Islamska osvobodilna fronta Moro (MILF) in druge, manjše skupine. Predvsem skupina Abu Sajaf je pritegnila mednarodno pozornost po seriji ugrabitev tujcev, v splošnem pa je konflikt močno zavrl razvoj vse regije. Leta 2012 je bil najavljen mirovni sporazum z MILF, ki naj bi bil korak k trajnemu miru po štirih desetletjih spopadov, ki so skupno zahtevali več kot 150.000 življenj, v zameno za ustanovitev nove avtonomne pokrajine, kjer bi sicer manjšinski muslimani prevzeli nadzor. Sporazum je bil podpisan leta 2014; takrat se je formalno zaključil upor MILF, predsednik pa je vložil zakon o ustanovitvi avtonomne pokrajine Bangsamoro namesto obstoječe Avtonomne regije v muslimanskem Mindanau (ARMM). To je občutno vzpodbudilo tuja vlaganja na otoku. Kljub temu se manjši konflikti nadaljujejo, nova pokrajina pa zaradi nesoglasij v vladi še ni ustanovljena.
Vzporedno z islamskim, a v nekoliko manjšem obsegu, že od 1970. let na Mindanau in okoliških otokih poteka tudi nasilen upor komunistične stranke, katere vojaško krilo, Nova ljudska armada, si prizadeva z gverilskimi akcijami (ugrabitve, izsiljevanja, umori) zrušiti vlado ter omogočiti revolucijo. Od 1980. let njihov vpliv upada; kljub načelni pripadnosti maoizmu nimajo več podpore Komunistične partije Kitajske in so na ameriškem seznamu tujih terorističnih skupin.